# Municipio de Arizona
El municipio de Arizona (en inglés: Arizona Township) es un municipio ubicado en el condado de Burt en el estado estadounidense de Nebraska. En el año 2010 tenía una población de 326 habitantes y una densidad poblacional de 1,72 personas por km².

## Geografía
El municipio de Arizona se encuentra ubicado en las coordenadas 41°45′49″N 96°9′54″O / 41.76361, -96.16500. Según la Oficina del Censo de los Estados Unidos, el municipio tiene una superficie total de 189.6 km², de la cual 186,47 km² corresponden a tierra firme y (1,65 %) 3,13 km² es agua.

## Demografía
Según el censo de 2010, había 326 personas residiendo en el municipio de Arizona. La densidad de población era de 1,72 hab./km². De los 326 habitantes, el municipio de Arizona estaba compuesto por el 98,47 % blancos, el 0,31 % eran de otras razas y el 1,23 % eran de una mezcla de razas. Del total de la población el 2,45 % eran hispanos o latinos de cualquier raza.